# Luna (kommunhuvudort i Spanien, Aragonien, Provincia de Zaragoza, lat 42,17, long -0,93)
Luna är en kommunhuvudort i Spanien.   Den ligger i provinsen Provincia de Zaragoza och regionen Aragonien, i den nordöstra delen av landet, 300 km nordost om huvudstaden Madrid. Luna ligger 474 meter över havet och antalet invånare är 884.
Terrängen runt Luna är platt åt sydväst, men åt nordost är den kuperad. Runt Luna är det mycket glesbefolkat, med 4 invånare per kvadratkilometer. Närmaste större samhälle är Ejea de los Caballeros, 17,4 km väster om Luna. Trakten runt Luna består till största delen av jordbruksmark.